# Patrimoine clandestin de la DGSE
Le patrimoine clandestin de la DGSE est un patrimoine financier dont dispose la direction générale de la Sécurité extérieure (DGSE) depuis la Première Guerre mondiale, et qui n'apparaît pas dans le budget de l'État. Dédié aux situations de crise, il doit en principe être suffisamment élevé et disponible pour pouvoir assurer la continuité de l'État en cas de crise : ainsi pourrait-il financer un gouvernement en exil, si le territoire national venait à être mis en danger (par exemple en cas d'invasion ou de destruction par l'arme nucléaire). Géré secrètement, ce patrimoine a été révélé au public en 2006.
Le patrimoine clandestin n'a pas pour but de financer les opérations de la DGSE, qui dispose pour cela d'une partie du budget de la Défense, voté par le Parlement. Il est discrètement placé sur des comptes bancaires à travers le monde, et des agents sont chargés de le faire fructifier dans des investissements.

## Histoire

### De la Première à la Seconde Guerre mondiale
Le patrimoine clandestin de la DGSE a été formé au lendemain de la Première Guerre mondiale, constitué d'une partie des indemnités que l'Allemagne a versées à la France en application du traité de Versailles de 1919. Les revenus produits par la location d'immeubles allemands par les services secrets français après la guerre s'ajoutent à ce patrimoine clandestin.

### De la Libération à l'affaire Clearstream
Puis, à la suite de la Libération de la France après la Seconde Guerre mondiale, il a été confié en 1947 au Service de documentation extérieure et de contre-espionnage (SDECE), nouvellement créé à l'époque, et qui deviendra plus tard la DGSE. Son objectif est de permettre de financer la poursuite d'opérations dans le cas d'une invasion russe en France. À partir de 1947, les dirigeants politiques sont informés de son existence.
Selon l'ancien agent Pierre Siramy, la DGSE emploierait des agents à Genève dont le travail serait de faire fructifier le patrimoine clandestin de la boîte et de « sortir presque autant d'argent que [nécessaire] » 365 jours par an. Ce financement parallèle permettrait d'« éviter les lourdeurs administratives, les traces éventuelles, et ne pas avoir à demander des feux verts politiques ». La DGSE a fait fructifier son patrimoine dans diverses entreprises, dont les plus anodines, comme des entreprises de mode.
Lionel Jospin et Alain Richard, suivis de la ministre Michèle Alliot-Marie, se seraient occupés de « nettoyer le système » et Richard assure avoir « fait la fermeture de ce système », bien que la DGSE ait déclaré avoir pris des mesures importantes, telles que des « procédures de contrôle interne » et « une commission ad hoc », assistée d'un membre de la Cour des comptes.
Comme révélé durant l'affaire Clearstream, à partir de 1995 et jusque dans les années 2000, des investissements toxiques sont réalisés sans précautions suffisantes, ce qui conduit à des pertes importantes de plus de vingt-cinq millions d'euros.

### Depuis les années2000
La persistance de ce patrimoine clandestin est inconnue.

## Révélation au grand public
Son existence a été révélée au grand public en novembre 2006, dans le cadre de l'enquête judiciaire menée sur l'affaire Clearstream, et plus particulièrement de l'examen des notes que Philippe Rondot a adressées à Michèle Alliot-Marie, alors ministre de la Défense. L'une d'elles, numérotée 307 et datée du 9 septembre 2002, révèle en effet qu'il a découvert la disparition inexpliquée d'une partie de ces fonds :

« Le règlement — si l'on peut dire — de l'affaire EK Finances [...] fait apparaître de très graves dysfonctionnements dans la gestion des fonds spéciaux alloués au Service. La perte sèche enregistrée dans cette opération se situe autour de 180 MF [millions de francs, soit 27 millions d'euros] ! »

L'affaire avait été portée à la connaissance de la DGSE deux ans plus tôt, en 2000. Depuis qu'elle a été rendue publique, la DGSE assure qu'une enquête interne avait été menée à l'époque, et qu'elle avait alors permis de « mettre au jour de très sérieuses imprudences, mais sans découvrir de cas de malversations ou d'enrichissements personnels » : les agents chargés de gérer le patrimoine l'auraient investi de manière hasardeuse entre 1995 et 2000.
Mais dans sa note de 2002, Rondot évoquait la possibilité d'un détournement :

« S'il est normal que la DGSE dispose d'un « trésor de guerre », encore convient-il que celui-ci soit immédiatement disponible en cas de crises ou d'opérations majeures à engager dans l'urgence et qu'il ne serve pas à entretenir, chez quelques correspondants affairistes et mal contrôlés de la DGSE, leurs « danseuses »... »

Cet extrait, cité dans Le Parisien, aurait toutefois été tronqué : la phrase se terminerait en fait par « ce qui n'est pas le cas »,.
De toute façon, cette disparition de fonds n'a, en novembre 2006, pas encore fait l'objet d'une enquête judiciaire.
Quoi qu'il en soit, la DGSE assure que, depuis 2000, les procédures de contrôle ont été renforcées en interne, avec notamment la mise en place d'une commission comprenant un membre de la Cour des comptes.

## Dans la fiction
Peu connue et peu médiatisée, le patrimoine clandestin de la DGSE apparaît peu dans les œuvres de fiction. Le roman La Demoiselle du lac de Jean-Marie Le Guevellou en traite. L'Œuvre, de Jean-Marc Lessiau, en fait également un élément de son histoire.

### Sources
- « Révélations sur la gestion d'un patrimoine secret de l'État par la DGSE », dépêche AFP, vendredi 10 novembre 2006, 12:25.
- Karl Laske et Laurent Valdiguié, Machinations : anatomie d'un scandale d'État, Paris, Denoël, coll. « Impacts », 2006, 415 p. (ISBN 2-207-25920-X).